# Karol Daniel Adelstein

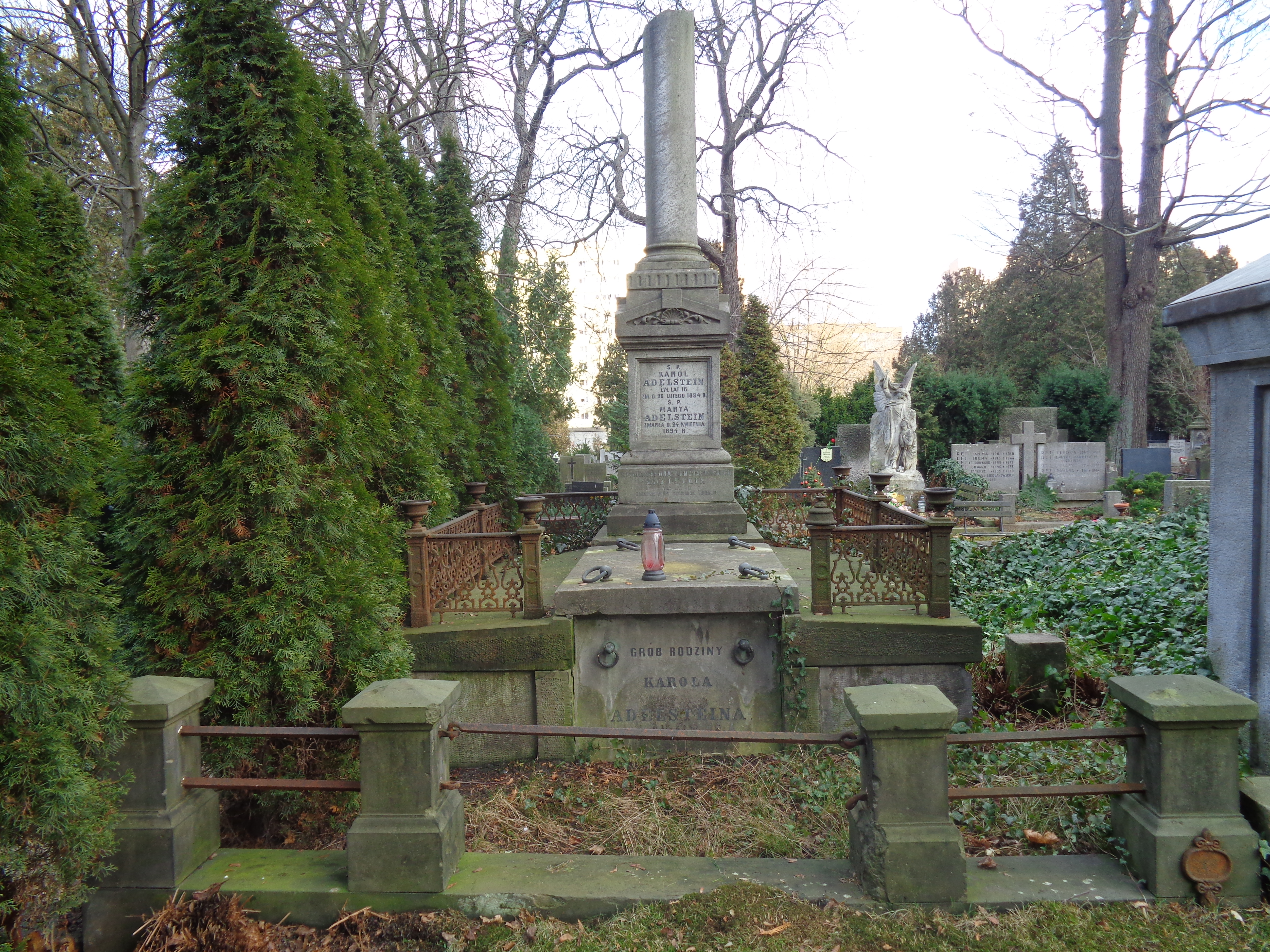
Grób Karola Adelsteina na Cmentarzu ewangelicko-augsburskim w Warszawie

Karol Daniel Adelstein (ur. 18 maja 1818, zm. 26 lutego 1894) – polski przedsiębiorca branży żelaznej żydowskiego pochodzenia.

## Życiorys
Urodził się w żydowskiej rodzinie pochodzącej z Georgenbergu, jako syn Jana (1795–1860) i Heleny Szletyńskiej (1801–1847). 
Ukończył Instytut Agronomiczny. Następnie związał się z Hutą Żelaza w Chlewiskach, gdzie od 1 lipca 1841 był hutmistrzem. Następnie od 5 sierpnia 1843 był zastępcą zawiadowcy zakładów Michałów w Michałowie lub w Michałowie. Od 1 marca 1844 był zawiadowcą hutniczym w Chlewiskach, 31 października 1848 awansował na stanowisko zarządcy Zakładów w Chlewiskach. Od 4 grudnia 1855 do 24 grudnia 1864 był Naczelnym Zawiadowcą Zakładów w Chlewiskach.
Był żonaty z Izabelą Aleksandrą Kochanowską (1822–1895), z którą miał pięcioro dzieci: Bolesława (1849–1849), Kazimierza (ur. 1851), Wandę Antoninę (ur. 1852, żonę Aleksandra Polińskiego, profesora Konserwatorium Warszawskiego), Jadwigę Franciszkę (ur. 1854) i Marię Bronisławę (1858–1894).
Jest pochowany na cmentarzu ewangelicko-augsburskim w Warszawie (aleja, 25, grób 42).